# Monumento al Bicentenario de la Independencia Argentina
El Monumento al Bicentenario de la Independencia Argentina es un monumento ubicado en la ciudad de San Miguel de Tucumán, Provincia de Tucumán, Argentina. Se encuentra entre la Avenida Mate de Luna y Calle Asunción frente al Parque Avellaneda y la Plaza de la Fundación. El monumento conmemora los 200 años de Independencia Argentina.

## Historia
La primera iniciativa para construir el monumento fue realizada en 2011 por el Concejo Deliberante de San Miguel de Tucumán con miras al Bicentenario de 2016. Ya en 2015 se efectuó un concurso para decidir el diseño arquitectónico del monumento, resultando como ganadores los arquitectos Miguel Antonio Mazzeo y Juan Damián Bustamante y dando inicio a las obras el 1 de febrero de 2016.
Para poder construir el monumento, se necesitó ensanchar la platabanda de la Avenida Mate de Luna en su intersección con Calle Asunción pasando a ocupar 8 metros de extensión y moviendo la calzada de la avenida en este tramo quedando de forma curva para conservar la circulación en esta arteria vial. Mientras se ejecutaban los trabajos se desvió la circulación vehicular en la zona a calles aledañas.
Luego de 4 meses de trabajo, el 7 de julio de 2016 fue inaugurado el monumento por el gobernador Juan Manzur, el ministro de economía Alfonso Prat Gay, el intendente Germán Alfaro y el jefe del Plan Belgrano José Cano ante la presencia de vecinos y tuvo un costo de 8 000 000 ARS.
Además hubo espectáculos donde participaron Lito Vitale, Patricia Sosa y Juan Carlos Baglietto, show de luces y sonidos y se depositó una cápsula del tiempo con deseos y pedidos que será abierta en 2116.

## Descripción
El monumento representa una bandera Argentina de altura de 25 metros con un sol de acero entre dos columnas de hormigón paralelas curvadas, que vistas desde lejos se visualiza como una bandera flameando. En su base se presenta una fuente de agua y esculturas de acero simbolizando cadenas que se rompen adquiriendo libertad. Durante las noches el monumento se ilumina pudiendo ser apreciado en la nocturnidad.